# Arènes de Palma de Majorque

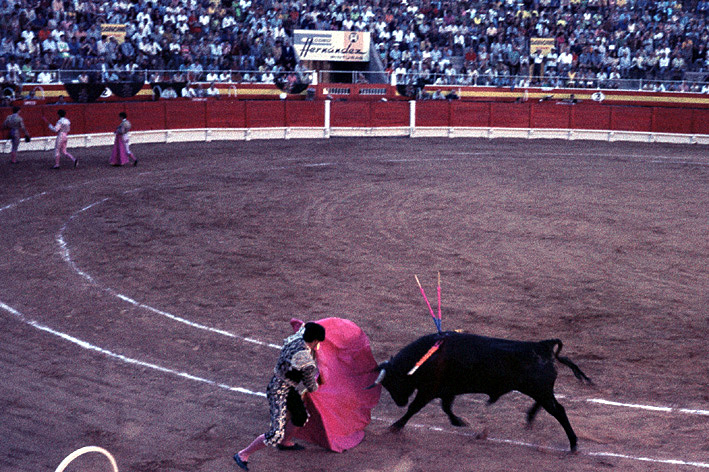
Les arènes lors d'une corrida, en 1970

Les arènes de Palma,, aussi connues sous le nom de Colisée baléare (en espagnol : Coliseo balear, et en catalan : Coliseu Balear), sont des équipements destinés à la tauromachie et notamment aux spectacles tels que les corridas. Elles sont situées au sein de la ville de Palma, capitale de Majorque ainsi que de la communauté autonome espagnole des Iles Baléares. Leur accès se fait par l'avenue Gaspar Bennassar (du nom de l'architecte qui les a conçues) dans le quartier des Arènes (barrio Plaça de Toros), au sein du district nord de la ville, et font partie du patrimoine culturel historique de la ville de Palma.
L'évolution de leurs activités est soumise aux évolutions politiques et juridiques ; le 24 juillet 2017, le Parlement des îles Baléares a voté l'interdiction des corridas avec mise à mort.

## Caractéristiques
D'une taille de 44,5 mètres de diamètre, leur capacité est de 11 620 places dans les gradins, en plus des 4 loges (nord, sud, est et ouest). L'édifice est la propriété de l'entreprise barcelonaise Exclusives Balañá S.A. C'est la seule arène de 2e catégorie des Îles Baléares, qui comptent sept arènes en tout, les secondes plus importantes sont la Plaza de toros de Inca (8 000 places), et la Plaza de Muro (5 350 places).
C'est également un lieu de concerts, et de manifestations sportives. Elle abrite l'école taurine de Majorque depuis 2013.

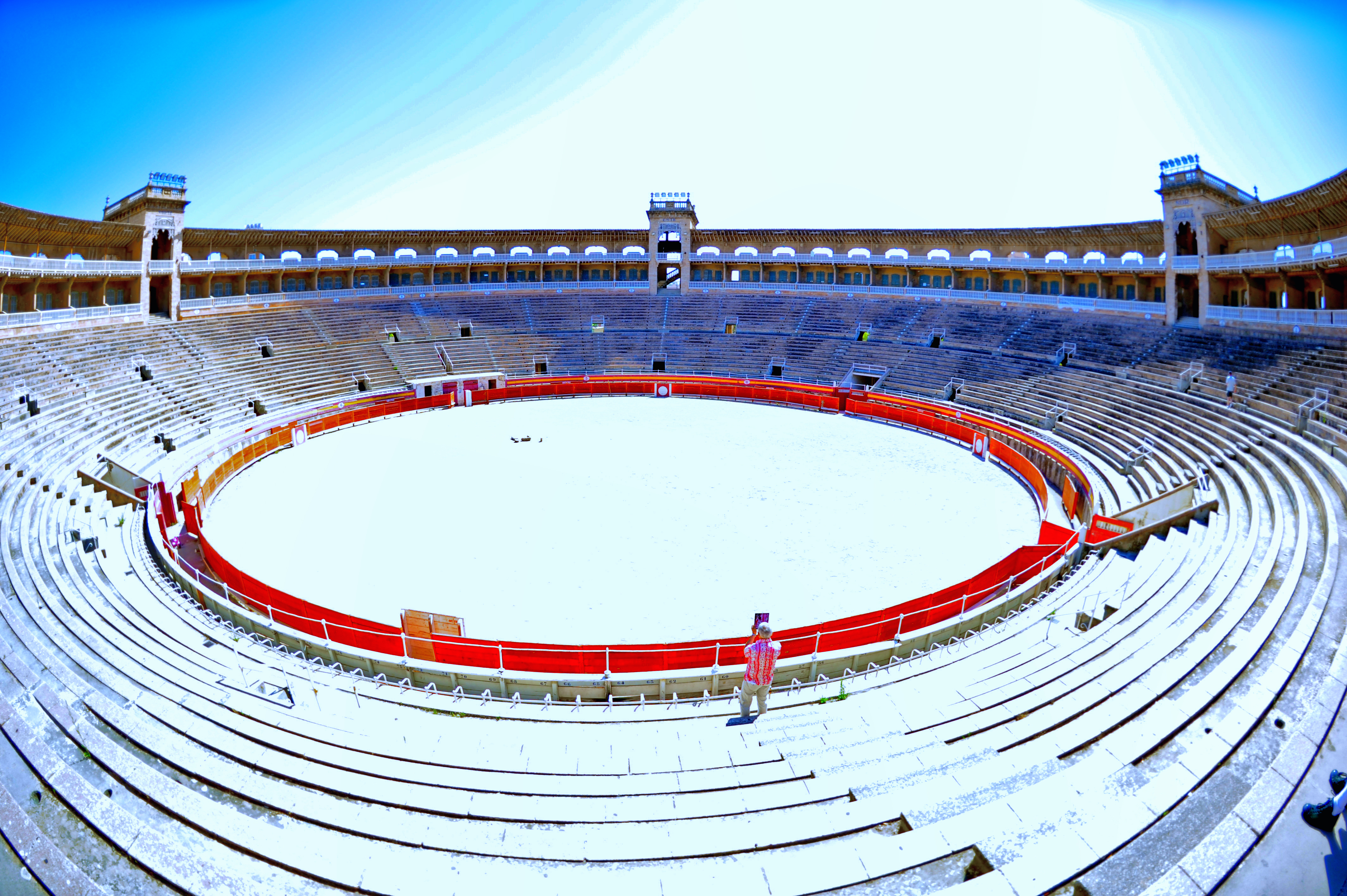
Intérieur des arènes en 2012
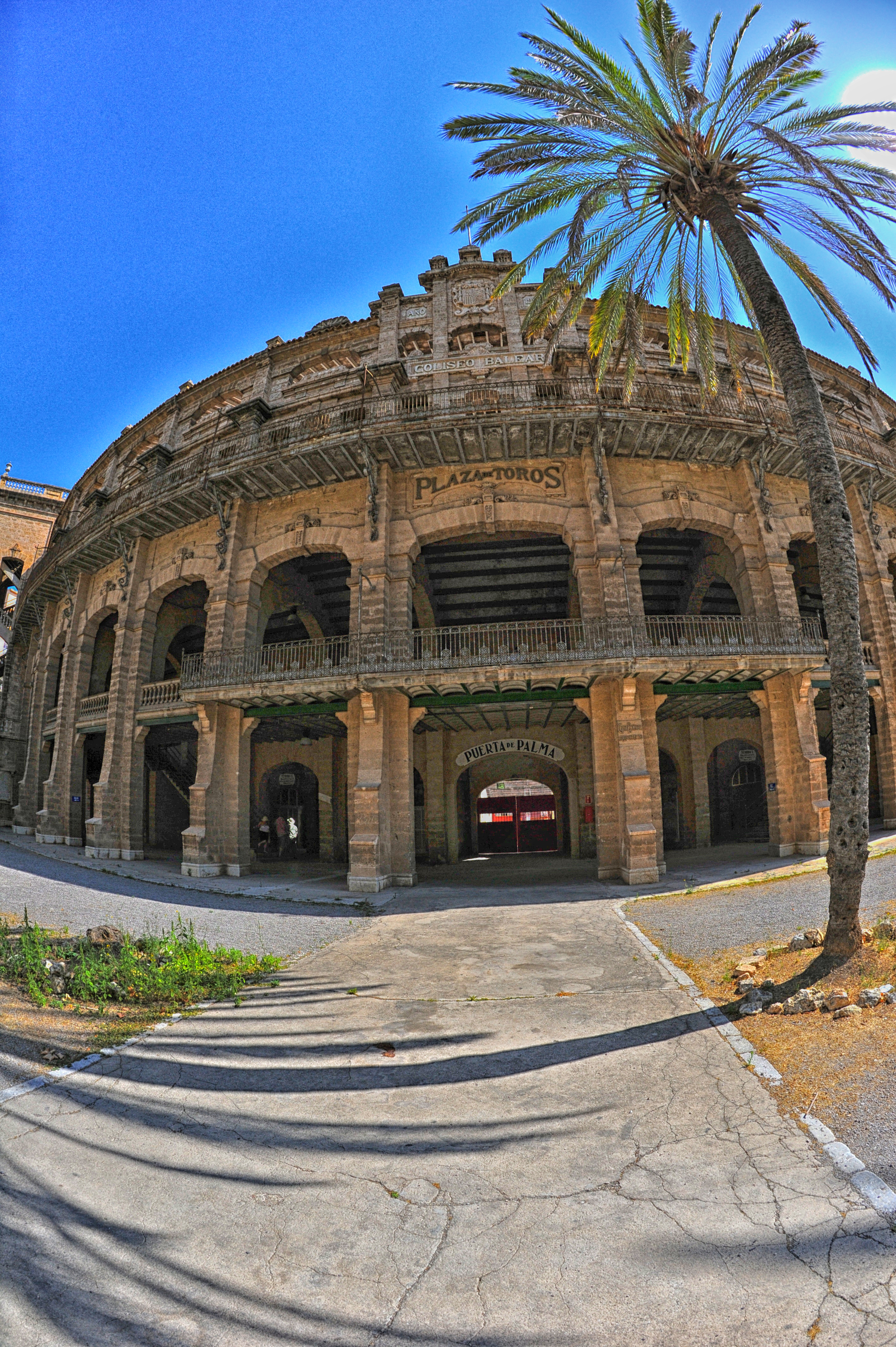
Vue de l'une des entrées, la porte de Palma
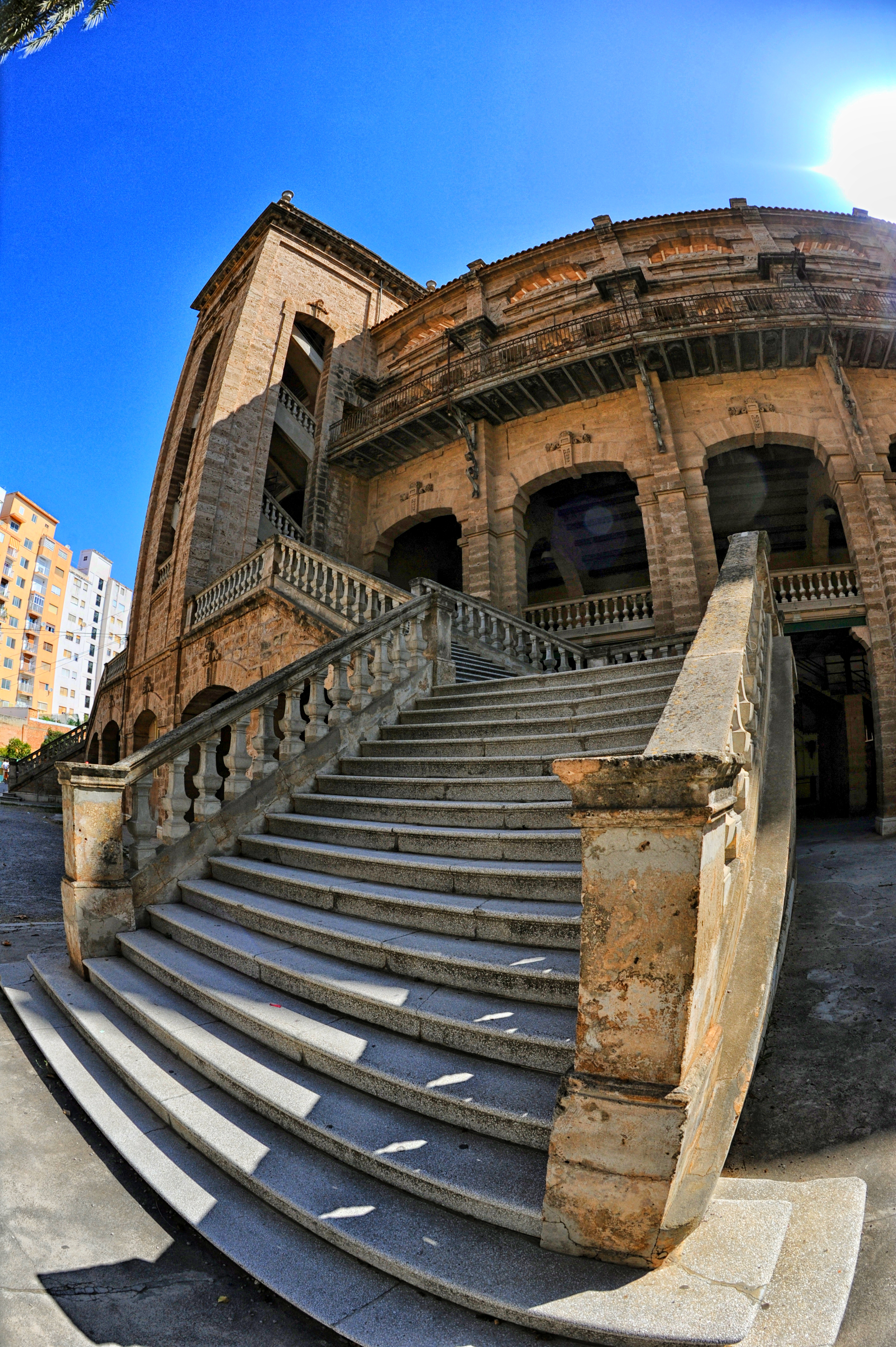
Escaliers extérieurs
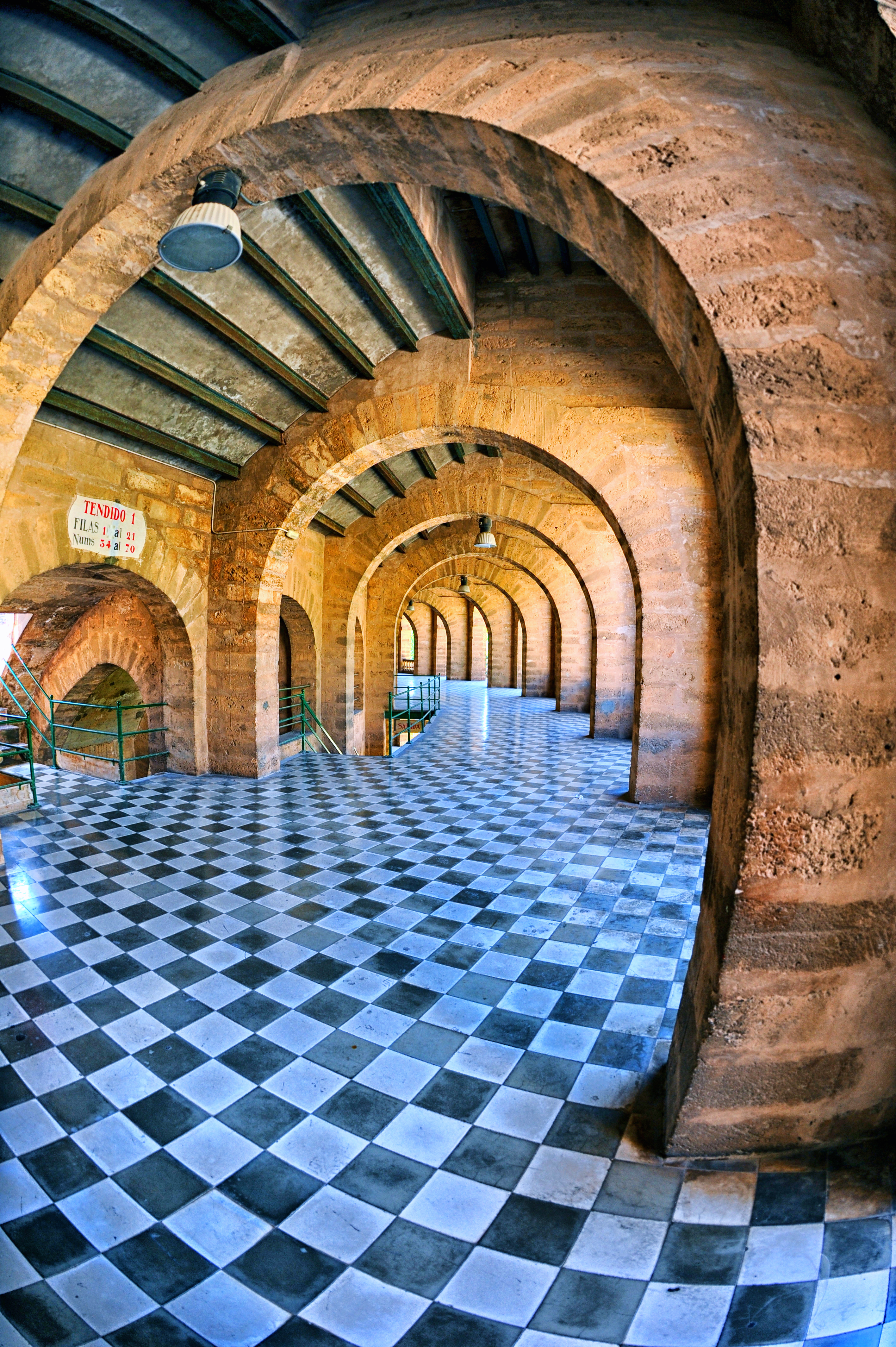
Vue d'un couloir intérieur

## Historique et présentation de la saison
Le projet de bâtir de nouvelles arènes dans la capitale baléare, pour remplacer les anciennes qui dataient de 1865, survient en 1915, sous l'impulsion de José Tous Ferrer. Mais les constructions ne commencent qu'en 1928. L'architecte chargé de concevoir le lieu est Gaspar Bennazar, un majorquin renommé de l'époque. L'inauguration a lieu le 21 juillet 1929, par la tenue d'une première corrida. Ce n'est qu'en 1956, que la gestion des arènes passe aux mains de l'entreprise Exclusives Balañá S.À.
Durant les années 1970 et 1980, la corrida y a connu son apogée, alors que l'empresa était aux mains de Ángel Fernández qui avait l'exclusivité d'exploitation. De nombreux toreros de renom s'y sont produits parmi lesquels : Luis Miguel Dominguín, Santiago Martín "El Viti", Manuel Díaz "El Cordobés",Antoñete, Paquirri, ainsi que de nombreux rejoneadors Ángel Peralta, Rafael Peralta, Álvaro Domecq, José Samuel Pereira Lupi.
Comme dans toutes les arènes espagnoles, celles de Majorque ont accueilli des spectacles dits majeurs (corrida, rejoneo) et des spectacles mineurs: toreo comique et autres festejos populares.
Malgré la contestation grandissante, la corrida y est toujours présente dans les années 2000, avec des toreros prestigieux, comme l'indique le cartel de la corrida inaugurale de juillet 2016.
La saison tauromachie tauromachique (temporada) commence en juillet. Le 28 juillet 2016 elle a accueilli les matadors figuras pour la corrida inaugurale : Juan José Padilla, El Fandi sortis a hombros et Francisco Rivera Ordóñez (Paquirri), ainsi que des spectacles de rejoneadors.

## Spectacles

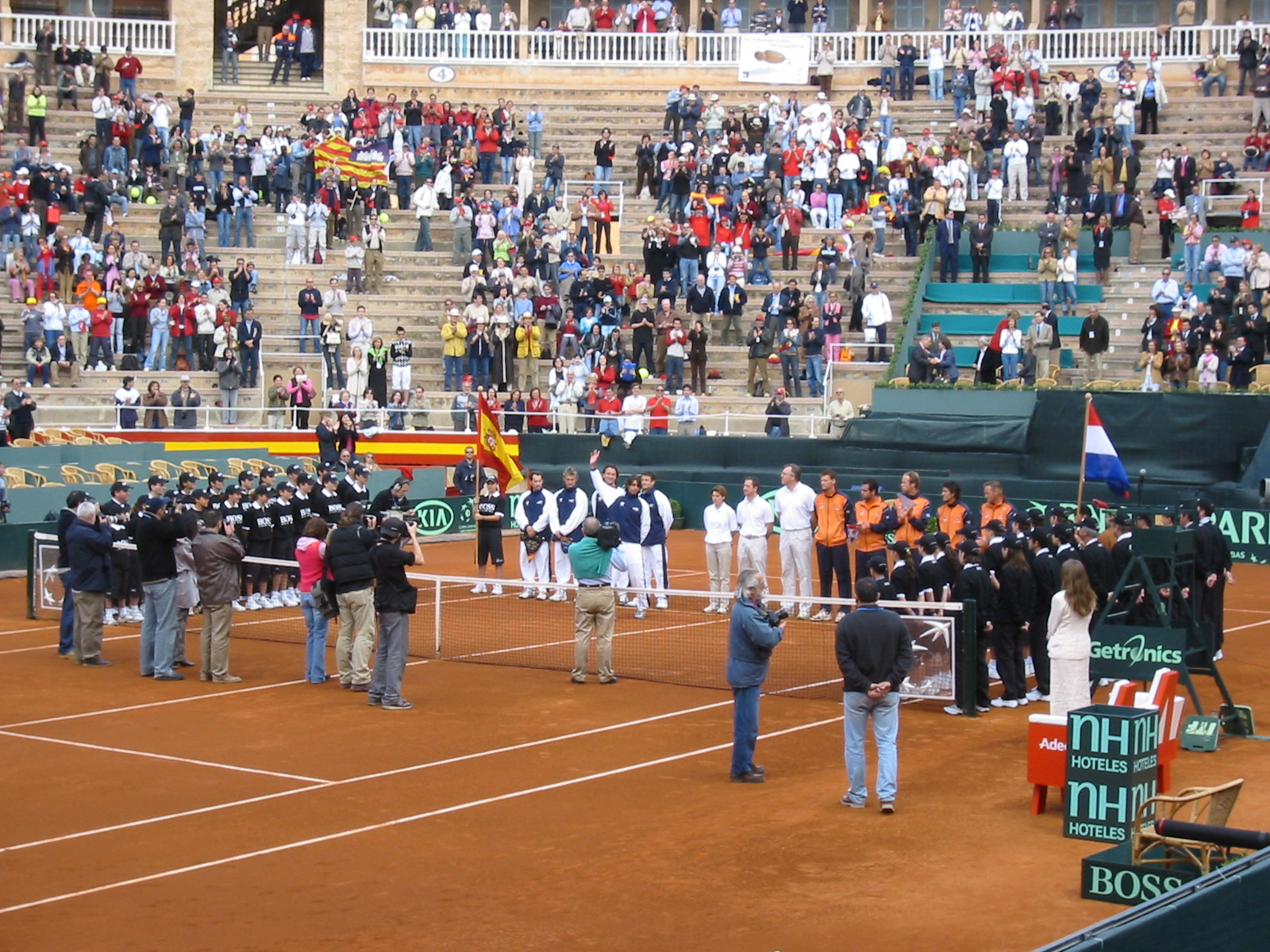
Quart de finale de la Coupe Davis, en 2004

Elles sont multi-fonctions. En plus des spectacles tauromachiques, elles accueillent aussi des concerts où se sont produits notamment : Simply Red, Joe Cocker, Scorpions, Mike Oldfield, Julio Iglesias, B. B. King, Mark Knopfler, Dire Straits, Sting, Mecano, ABBA, Alejandro Sanz, Estopa, Amaral, Pablo Alborán ou Miguel Bosé. En 2006 elles ont été le lieu choisi par Chenoa pour héberger le concert de son DVD Contigo donde estés.
Comme dans beaucoup d'arènes des manifestations sportives y sont organisées :  des tournois de tennis par l'ATP entre 1999 et 2002, ainsi que les quarts de finale Espagne - Pays-Bas de l'édition 2004 de la Coupe Davis.
Les anti-taurins annoncent qu'une proposition de loi pour interdire les corridas à Majorque sera présentée si le PSIB, le parti nationaliste Més per Mallorca et Podemos obtiennent la majorité en octobre 2015. Le 6 août 2015, au cours d'une corrida, deux militants anti-corridas, le hollandais Peter Janssen et l'espagnol Pedro Torres ont fait irruption dans l'arène en fin de faena avant d'être arrêtés.
La tauromachie reste un enjeu essentiellement politique dans plusieurs régions d'Espagne ainsi que l'indique Le Monde du 28 août 2015 : « Les plates-formes [politiques] dénoncent certes les mauvais traitements et les tortures contre les animaux, car aux approches des élections législatives, la tauromachie s'avère être un instrument politique. »  Les municipalités anti-taurines de Majorque se sont contentées de ne plus financer les spectacles taurins.
Les arènes de Majorque proposent rarement plus d'un spectacle taurin par saison, excepté en 2009 et en 2016 où il y en a eu deux.